# São José do Campestre
São José do Campestre est une municipalité brésilienne située dans l'État du Rio Grande do Norte.